# Collegio plurinominale Abruzzo - 01 (Camera dei deputati 2017)
Il collegio elettorale plurinominale Abruzzo - 01 è stato un collegio elettorale plurinominale della Repubblica Italiana per l'elezione della Camera tra il 2017 ed il 2022.

## Territorio
Come previsto dalla legge elettorale italiana del 2017, il collegio era stato definito tramite decreto legislativo all'interno della circoscrizione Abruzzo.
Il collegio comprendeva la zona definita dai tre collegi uninominali Abruzzo - 03 (Pescara), Abruzzo - 04 (Chieti) e Abruzzo - 05 (Vasto).

## Dati elettorali

### XVIII legislatura
Come previsto dalla legge elettorale, 386 deputati erano eletti in 63 collegi plurinominali con ripartizione proporzionale a livello nazionale tra le coalizioni e le singole liste che avessero superato la soglia di sbarramento stabilita.
Nel collegio venivano eletti 8 deputati.
| Liste          | Liste                            | Proporzionale | Proporzionale | Proporzionale | Maggioritario | Maggioritario | Maggioritario |  |
| Liste          | Liste                            | Voti          | %             | Seggi         | Voti          | %             | Seggi         |  |
| -------------- | -------------------------------- | ------------- | ------------- | ------------- | ------------- | ------------- | ------------- |  |
|                | Movimento 5 Stelle               | 183 864       | 41,81         | 2             | 183 864       | 41,81         | 3             |  |
|                | Forza Italia                     | 64 625        | 14,69         | 1             | 149 137       | 33,91         | –             |  |
|                | Lega                             | 55 845        | 12,70         | 1             | 149 137       | 33,91         | –             |  |
|                | Fratelli d'Italia                | 20 756        | 4,72          | –             | 149 137       | 33,91         | –             |  |
|                | Noi con l'Italia – UDC           | 7 911         | 1,80          | –             | 149 137       | 33,91         | –             |  |
|                | Partito Democratico              | 62 197        | 14,14         | 1             | 75 432        | 17,15         | –             |  |
|                | +Europa                          | 7 077         | 1,61          | –             | 75 432        | 17,15         | –             |  |
|                | Civica Popolare                  | 4 233         | 0,96          | –             | 75 432        | 17,15         | –             |  |
|                | Italia Europa Insieme            | 1 925         | 0,44          | –             | 75 432        | 17,15         | –             |  |
|                | Liberi e Uguali                  | 11 411        | 2,59          | –             | 11 411        | 2,59          | –             |  |
|                | Potere al Popolo!                | 5 969         | 1,36          | –             | 5 969         | 1,36          | –             |  |
|                | CasaPound                        | 4 454         | 1,01          | –             | 4 454         | 1,01          | –             |  |
|                | Il Popolo della Famiglia         | 2 989         | 0,68          | –             | 2 989         | 0,68          | –             |  |
|                | Partito Comunista                | 2 600         | 0,59          | –             | 2 600         | 0,59          | –             |  |
|                | Italia agli Italiani (FN - MSFT) | 2 422         | 0,55          | –             | 2 422         | 0,55          | –             |  |
|                | 10 Volte Meglio                  | 803           | 0,18          | –             | 803           | 0,18          | –             |  |
|                | Partito Valore Umano             | 724           | 0,16          | –             | 724           | 0,16          | –             |  |
| Totale         | Totale                           | 439 805       | 100           | 5             | 439 805       | 100           | 3             |  |
|                |                                  |               |               |               |               |               |               |  |
| Schede bianche | Schede bianche                   | 5 367         | 1,18          |               |               |               |               |  |
| Schede nulle   | Schede nulle                     | 9 851         | 2,16          |               |               |               |               |  |
| Votanti        | Votanti                          | 455 023       | 74,94         |               |               |               |               |  |
| Elettori       | Elettori                         | 607 180       |               |               |               |               |               |  |

## Eletti

### Eletti nei collegi uninominali
| Collegio uninominale | Eletto | Eletto             | Partito |
| -------------------- | ------ | ------------------ | ------- |
| 3 - Pescara          |        | Andrea Colletti    | M5S     |
| 4 - Chieti           |        | Daniele Del Grosso | M5S     |
| 5 - Vasto            |        | Carmela Grippa     | M5S     |

1. ↑  In data 19.02.2021 aderisce al gruppo misto, non iscritti; in data 23.02.2021 alla componente «Alternativa».
2. ↑  In data 21.06.2022 aderisce al gruppo Insieme per il Futuro.

### Eletti nella quota proporzionale
| Movimento 5 Stelle           | Forza Italia       | Partito Democratico  | Lega                        |
| ---------------------------- | ------------------ | -------------------- | --------------------------- |
|                              |                    |                      |                             |
| Gianluca Vacca Daniela Torto | Gianfranco Rotondi | Camillo D'Alessandro | Giuseppe Ercole Bellachioma |

1. ↑  In data 21.06.2022 aderisce al gruppo Insieme per il futuro.
2. ↑  In data 19.09.2019 aderisce al gruppo Italia Viva - Italia C'è.